# Beris rex
Beris rex är en tvåvingeart som först beskrevs av Nikolaus Poda von Neuhaus 1761.  Beris rex ingår i släktet Beris och familjen vapenflugor.
Artens utbredningsområde är Österrike. Inga underarter finns listade i Catalogue of Life.